# Pseudonapomyza afrospicata
Pseudonapomyza afrospicata este o specie de muște din genul Pseudonapomyza, familia Agromyzidae, descrisă de Zlobin în anul 2002. Conform Catalogue of Life specia Pseudonapomyza afrospicata nu are subspecii cunoscute.